# يمام الأرض
يمام الأرض (الاسم العلمي: Geopelia)، جنس طير من فصيلة الحماميات. أنواعه خمسة، أعطانها الأصيلة جنوب شرق آسيا وأستراليا. تألف الفيافي والحقول المزدرعة.